# روبرت ميرتنز
روبرت ميرتنز (بالألمانية: Robert Mertens)‏ هو أستاذ جامعي وعالم حيوانات ألماني، ولد في 1 ديسمبر 1894 في سانت بطرسبرغ في روسيا، وتوفي في 23 أغسطس 1975 في فرانكفورت في ألمانيا بسبب لدغة الأفعى.